# Волостков
Волостков (укр. Волостків) — село в Судововишнянской городской общине Яворовского района Львовской области Украины.
Население по переписи 2001 года составляло 612 человек. Занимает площадь 1,847 км². Почтовый индекс — 81370. Телефонный код — 3234.